# Alejandro Cacace
Alejandro Cacace (San Luis, 21 de marzo de 1985) es un abogado y político radical argentino que ejerce como diputado de la Nación Argentina en representación de la provincia de San Luis desde el 10 de diciembre de 2019. Previamente fue diputado provincial en representación del departamento Juan Martín de Pueyrredón por dos mandatos consecutivos, de 2013 a 2017 y de 2017 a 2019.

## Primeros años
Cacace nació el 21 de marzo de 1985 en la ciudad de San Luis, capital de la provincia homónima. Estudió abogacía en la Universidad Nacional de Córdoba, donde se recibió en 2007. Realizó también estudios posteriores en derecho, economía y filosofía en numerosas universidades fuera de Argentina: a saber, Harvard, la Universidad Complutense de Madrid, Autónoma de Madrid y Cádiz en España, Bologna en Italia, Hamburgo en Alemania, Róterdam en los Países Bajos y la Universidad Central Europea en Budapest, Hungría.
Asumió como presidente del Comité Provincia de la Unión Cívica Radical de San Luis en 2011, a la edad de 25 años, convirtiéndose en uno de los dirigentes provinciales más jóvenes del partido. Fue también miembro del Comité Nacional de la Unión Cívica Radical y se mantuvo como un destacado opositor al gobierno justicialista sanluiseño, encabezado por Claudio Poggi (2011-2015) y Alberto Rodríguez Saá (desde 2015). Fue elegido diputado provincial por el distrito electoral de Juan Martín de Pueyrredón en 2013, por la lista Frente Progresista Cívico y Social, frente que el radicalismo sanluiseño encabezaba. En las elecciones de 2017 se postuló bajo el frente Avanzar y Cambiemos por San Luis. La lista obtuvo el 44,61% de los votos, ubicándose en segundo puesto detrás del Frente Unidad Justicialista San Luis, que logró el 52,22%, y empataron con 5 bancas cada una, con lo cual Cacace resultó reelegido como diputado.

## Diputado Nacional (desde 2019)

### Elecciones legislativas de 2019
El 24 de junio de 2019 inscribió su precandidatura a diputado nacional en la «Lista "A" - San Luis Unido» de cara a las elecciones Primarias, Abiertas, Simultáneas y Obligatorias (PASO) dentro de la coalición Juntos por el Cambio, que sostenía la candidatura del presidente Mauricio Macri en las elecciones presidenciales de ese mismo año. Cacace concurrió acompañado por Virginia Gallardo, del partido Avanzar San Luis (dirigido por el exgobernador Claudio Poggi). Contendió contra la «Lista "B" - Somos por la Vida» que encabezaba el también diputado provincial Bartolomé Abdala, de Propuesta Republicana (PRO), con la pastora evangélica Betina Ponce en segundo lugar. La campaña electoral de las primarias dentro de la alianza se centró mayormente en la postura de los candidatos en torno a la legalización de la interrupción voluntaria del embarazo, con Cacace manifestándose a favor, mientras que Abdala se pronunció en contra. El oficialismo justicialista sanluiseño, encabezado por los hermanos Adolfo y Alberto Rodríguez Saá, había ganado las dos bancas en las cuatro elecciones anteriores (2003, 2007, 2011 y 2015), y la oposición provincial solo controlaba una banca, la obtenida por el radical José Luis Riccardo en 2017.
Las elecciones primarias tuvieron lugar el domingo 11 de agosto. El Frente de Todos, coalición opositora a nivel nacional que sostenía la candidatura presidencial de Alberto Fernández y que era apoyada por todas las facciones del justicialismo sanluiseño, obtuvo la primera minoría de votos con el 48,61% de los sufragios positivos con el vicegobernador Carlos Ponce como primer candidato. El binomio Cacace-Gallardo se ubicó en segundo puesto en general y derrotó por amplio margen a Abdala-Ponce con un 67,19% de los votos emitidos en la interna. Las dos listas de la coalición Juntos por el Cambio en total sumaron un 38,68% de los votos positivos. Cacace centró su campaña en criticar la gestión de Ponce como presidente del Senado Provincial, acusándolo de retrasar la aprobación de proyectos. También propuso la realización de un debate televisado entre los candidatos a diputado nacional. En las elecciones generales del 27 de octubre, la lista Juntos por el Cambio revirtió en San Luis el resultado adverso de las PASO y se impuso con el 46,67% de los votos contra el 43,87% de la lista del Frente de Todos, garantizando la elección de Cacace y constituyendo a su vez la primera derrota para el justicialismo sanluiseño en una renovación legislativa desde 1999. Asumió su mandato el 10 de diciembre de 2019.

### Labor legislativa
Como diputado nacional, Cacace integra la comisión de Previsión y Seguridad Social, en calidad de vicepresidente primero, y la comisión del Mercosur en calidad de secretario. Es a su vez vocal en otras cinco comisiones, a saber: Defensa del Consumidor, del Usuario y de la Competencia; Derechos Humanos y Garantías; Juicio Político; Legislación Penal; y Presupuesto y Hacienda.
En el marco de la pandemia de COVID-19 y con la instalación del régimen de aislamiento social, Cacace presentó el 17 de marzo de 2020 un proyecto de ley de Ingreso Básico de Emergencia, el cual establecería el derecho a una compensación económica para los residentes mayores de dieciocho años con un año de residencia en la Argentina que no tuvieran un ingreso fijo, fundamentalmente trabajadores informales que no pudieran acceder a una licencia. El 31 de marzo, presentó un segundo proyecto cuyo objetivo sería equiparar los salarios del sector público durante un período de tres meses, bajo el alegato de que era necesario reglamentar una «medida drástica», considerando las decisiones de jefes comunales y otros sectores políticos de recortar sus propios salarios como «actos simbólicos». El proyecto no obtuvo los apoyos necesarios y no prosperó. Cacace fue crítico con numerosos aspectos de las medidas restrictivas para combatir la pandemia, los cuales consideró «violatorios» con respecto a varios derechos civiles. Elogió el accionar del gobernador sanluiseño Alberto Rodríguez Saá por su «intención legítima» de evitar la extensión de la pandemia, pero criticó lo que consideró un abandono a las problemáticas económicas provocadas por esta.
Cacace había anticipado durante su campaña que votaría a favor de la Ley de Interrupción Voluntaria del Embarazo, que se trató finalmente en diciembre de 2020, y reafirmó su compromiso poco antes del debate, prometiendo también votar a favor del proyecto simultáneo conocido como Ley de los Mil Días. Cacace declaró que su postura se basaba en el hecho de que los países con legislaciones permisivas respecto al aborto mostraban una reducción de la mortalidad materna. Poco antes del debate, Cacace denunció (al igual que varios legisladores con posturas favorables a la legalización del aborto) haber recibido mensajes intimidatorios de grupos provida, que habrían obtenido y difundido su número de teléfono.